# Piazza Arbatskaja
Piazza Arbatskaja (in russo Арба́тская пло́щадь? - traslitterazione Arbatskaja ploščad') o piazza Arbat è una delle più antiche piazze di Mosca, che si trova nel quartiere Arbat all'incrocio tra Gogolevskij bul'var, via Znamenka e Piazza delle Porte dell'Arbat.
La piazza ospita la stazione della metropolitana Arbatskaja sulla linea Filëvskaja.
La piazza attuale è dominata dall'ampia via Nuova Arbat ma, prima della riqualificazione degli anni '60, la piazza si trovava a sud di questo viale al posto di via Arbat e del vestibolo della stazione Arbatskaja. 
Sulla piazza si trovavano le porte Arbat di Belyj Gorod, il cui muro fu demolito negli anni 1750-1770 e la torre nel 1792, creando l'originale piazza delle Porte dell'Arbat.
Tra il 1807 ed il 1812 ospitò il Teatro Arbatskij, che venne distrutto nell'incendio di Mosca del 1812 così come la maggior parte dei quartieri circostanti.